# 柳園駅

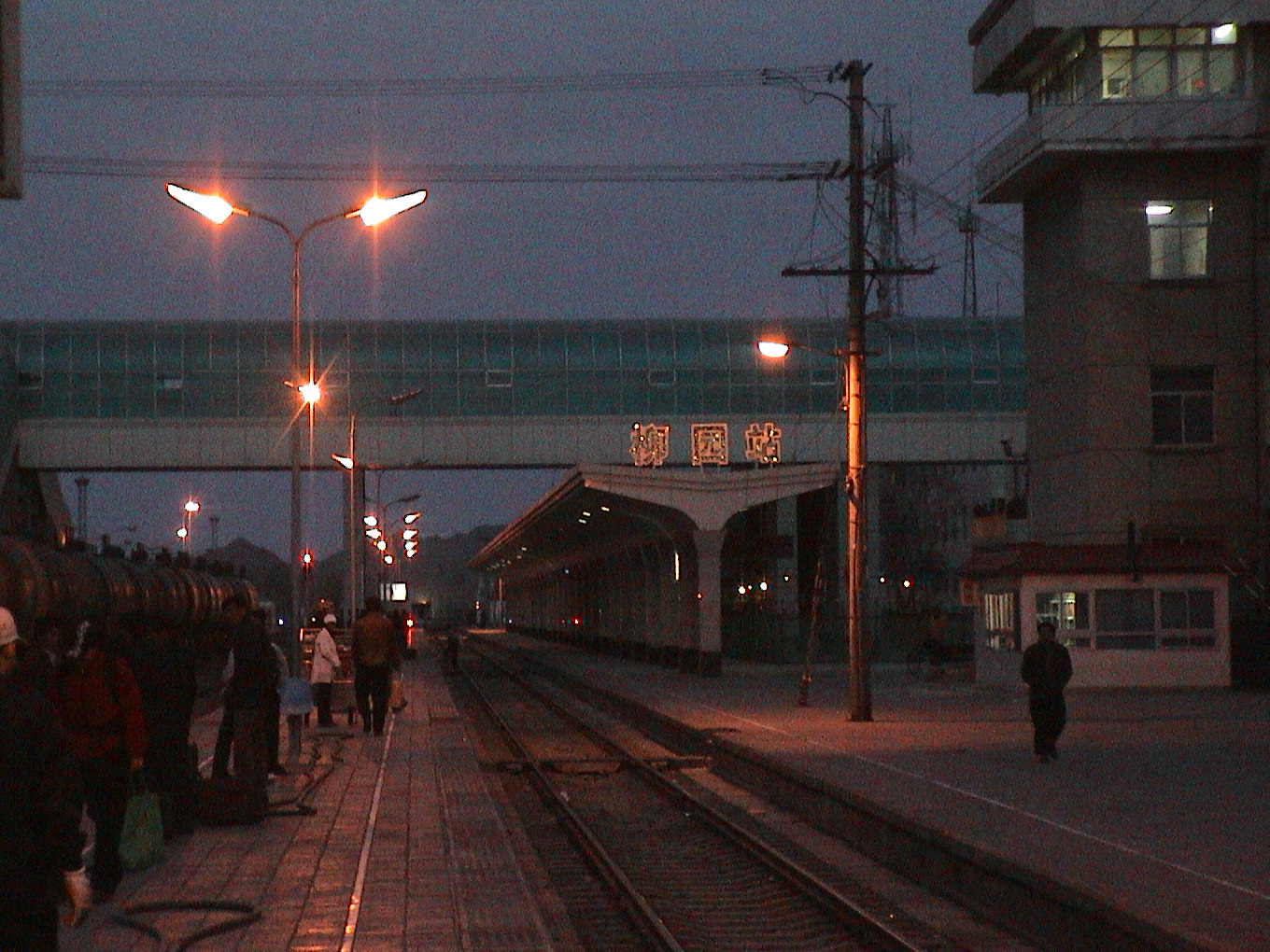
柳園駅ホーム

柳園駅（りゅうえんえき）は中華人民共和国甘粛省酒泉市瓜州県柳園鎮にある中国鉄路総公司ウルムチ鉄路局が管轄する駅である。

## 駅構造
単式ホーム1面、島式ホーム2面を持つ地上駅である。

## 所属路線
- 中国鉄路総公司
  - 蘭新線：蘭州駅起点より1067km、ウルムチ南駅終点まで825km

## 利用状況
本駅は蘭新線の旅客、貨物を扱う三等駅で、各種別を含め2010年1月現在、毎日30本の旅客列車が発着する。敦煌市までは128km離れており、バスが運行されていて、ウルムチ方面から敦煌へ行くには本駅からバスに乗り継ぐ。

## 沿革
- 1958年 - 柳園駅として開業した。
- 1994年5月17日 - 列車の脱線事故が起こった[3]。
- 2000年7月1日 - 当時は世界的な観光地であった敦煌（莫高窟）から一番近い駅であった為、敦煌駅に改名した[4]。
- 2006年1月1日 - 敦煌線が開通し、敦煌付近に新たに敦煌駅が開業する為、本駅は再び柳園駅へ改名した[4]。

## 隣の駅
中国鉄路総公司
蘭新線
柳東駅 - 柳園駅 - 小泉東駅